# Чкаловська (станція метро, Москва)
55°45′22″ пн. ш. 37°39′32″ сх. д. / 55.75611° пн. ш. 37.65889° сх. д.
«Чкаловська» (рос. Чкаловская) — 152-га станція Московського метрополітену, розташована на Люблінсько-Дмитровській лінії між станціями «Стрітенський бульвар» і «Римська». Відкрита 28 грудня 1995 у складі черги «Чкаловська» — «Волзька».

## Оздоблення
Пілони оздоблені сіро-блакитним мармуром, підлога викладена чорним, сірим і рожевим гранітом. Колійні стіни оздоблені білим мармуром. На пілонах і склепінні станції розташовані оригінальні світильники.
Оздоблення присвячено авіації та Герою Радянського Союзу льотчику Валерію Чкалову (1904—1938). При проектуванні станції в середині 1980-х років вулиця Земляний вал, розташована в безпосередній близькості від станції, мала назву вулиця Чкалова. В 1992 році вулиці було повернуто історичну назву. Таким чином, географічний зв'язок назви станції з об'єктом розташування було втрачено.

## Технічна характеристика
Конструкція станції — пілонна трисклепінна (глибина закладення — 51 м).

## Вестибюлі й пересадки
Станція має пересадки на станції «Курська» Арбатсько-Покровської лінії (перехід в північному торці центрального залу) і Кільцевої лінії (через суміщений вестибюль у південному торці, з яким станція сполучена ескалаторами). Останній також є єдиним виходом в місто зі станції до підземного вестибюля на Земляному Валу і до Курського вокзалу.

### Пересадки
- Залізничну та МЦД станцію   «Москва-Пасажирська-Курська»
- Метростанцію  «Курська»,
- Метростанцію  «Курська»
- Автобуси: 024, 40, Б
- Трамваї: 4, 32, 45

## Колійний розвиток

Схема колійного розвитку станції «Чкаловська»

За станцією є сполучна гілка на Кільцеву лінію, що має з'їзди з обома головними коліями, що також використовується для обороту потягів.